# Кравчук Катерина Олексіївна
Катерина Олексіївна Кравчук (1911, село Марківка, Подільська губернія, Російська імперія — 1994, Тростянець, Тиврівський район, Вінницька область, Україна) — колгоспниця, Герой Соціалістичної Праці (1948).

## Біографія
Народилася в 1911 році в селянській родині в селі Марківка Подільської губернії (сьогодні — Тиврівський район Вінницької області). Закінчила школу в Марківці. Вийшовши заміж, переїхала з чоловіком до села Тростянець, де вступила в місцевий колгосп. Працювала ланковою рільничої ланки. Після визволення Вінницької області від фашистських загарбників продовжила працювати в колгоспі.
У 1947 році ланка під керівництвом Катерини Кравчук зібрала 30,2 центнера пшениці з кожного гектара посіяної площі. За доблесну працю в колгоспі удостоєна в 1948 році звання Героя Соціалістичної Праці.
Проживала у селі Тростянець, де померла в 1994 році.

## Нагороди
- Герой Соціалістичної Праці — указом Президії Верховної Ради СРСР від 16 лютого 1948 року;
- Орден Леніна (1948).